# Captain Tsubasa
Captain Tsubasa (キャプテン翼, Kyaputen Tsubasa, lit. 'Capità Tsubasa') és un manga i una sèrie d'anime que, tenint com a tema central el futbol, narra les aventures de Tsubasa Ozora i els seus amics des de la infància fins que són professionals i arriben a formar part de la selecció nacional del Japó. La sèrie d'anime es va poder veure als territoris de parla catalana només en castellà, amb el nom de Campeones: Oliver y Benji.
L'autor va declarar que, començant-se a interessar pel futbol el 1978, va voler impulsar aquest esport al Japó, on tradicionalment havia tingut més tirada el beisbol. Tanmateix, ha reconegut que el Futbol Club Barcelona ha estat i és actualment una font d'inspiració pràcticament des dels inicis de la sèrie.
L'associació de futbol del Japó va donar suport al desenvolupament de la sèrie a causa del seu potencial per crear aficionats a aquest esport.

## Argument
La trama se centra en la relació entre Tsubasa i els seus amics, la rivalitat contra els seus oponents, els entrenaments, la competició i els esdeveniments en cada un dels partits que es juguen. Aquests partits es caracteritzen per les detallades, espectaculars i sovint impossibles jugades que duen a terme els personatges.

## Curiositats
Al llarg de la història, Tsubasa, el protagonista de la sèrie, aconsegueix fitxar pel Futbol Club Barcelona, convertint-se així en tot una estrella. Això no obstant, en la versió animada del manga, el nom de Futbol Club Barcelona fou canviat per "Catalunya FC".